# Megalolamna
Megalolamna es un género extinto de tiburón lamniforme perteneciente a la familia Otodontidae. Su nombre proviene de la similitud de sus dientes con los del actual género de tiburones Lamna. Sus fósiles se han encontrado en estratos que datan del Mioceno temprano de Perú, Japón y los estados de California y Carolina del Norte en Estados Unidos, lo que implica una distribución cosmopolita. Es considerado como el género hermano de Otodus. El estudio de las relaciones taxonómicas de Megalolamna también demuestra la posibilidad de que Otodus necesitaría incluir a las especies tradicionalmente incluidas en Carcharocles (es decir, lo que se conoce como el linaje megadentado, incluyendo al famoso C. megalodon) a fin de que pueda ser considerado como monofilético.